# Paweł Wieczorek
Paweł Adam Wieczorek, ps. „Kohub” (ur. 25 kwietnia 1953 w Łodzi) – polski dziennikarz, instruktor harcerski, harcmistrz. 
Od maja 1981 członek Kręgu Instruktorów Harcerskich im. Andrzeja Małkowskiego w Katowicach, w tymże miesiącu przejmuje – za namową wpółorganizatora i przewodniczącego katowickiego KIHAM podharcmistrza Wojciecha Poczachowskiego – kierowanie kręgiem. Członek Rady Porozumienia KIHAM. W 1982 aktywnie włącza się do prac hufca ZHP Katowice, wspierając ówczesnego komendanta harcmistrza Andrzeja Cofałę. W 1983 roku usunięty karnie z ZHP za udział w spotkaniach Duszpasterstwa Harcerskiego. Współzałożyciel Związku Harcerstwa Rzeczypospolitej.
W harcerstwie znany jako autor książek, np. Zielonego Straszydła, Szkoły harców, Pięciu Zielonych, Wzgórza Rosiczki. Był redaktorem naczelnym portalu instruktorskiego „Pobudka”.
Z zawodu dziennikarz, pracował m.in. w „Świecie Młodych” (z którego został w 1984 usunięty wskutek interwencji ministra pracy w Sądzie Najwyższym „z powodu posiadania i rozpowszechniania poglądów niezgodnych z linią programową pisma”) oraz w „Gościu Niedzielnym” (przez 11 lat), współpracownik radia i telewizji, wydawca. Ojciec dwóch córek. Syn Mirosława i Ireny.

## Książki
- (1982) Zielone straszydło: opowieść przy ognisku[5]
- (1989) Bitwa pod zielonym lasem[6]
- (2006) Wzgórze Rosiczki[7]